# Sh2-165
Sh2-165 est une nébuleuse en émission visible dans la constellation de Cassiopée.
Elle est située dans la partie orientale de la constellation, presque à mi-chemin entre les étoiles Caph et ι Cephei. La période la plus appropriée pour son observation dans le ciel du soir se situe entre les mois d'août et de janvier et elle est considérablement facilitée pour les observateurs situés dans les régions de l'hémisphère boréal, où elle se produit circumpolaire jusqu'aux régions tempérées chaudes.
C'est une région H II située sur le bord extérieur du bras d'Orion, à environ 1 600 pc (∼5 220 al). L'étoile responsable de son ionisation serait BD 61+2494, une étoile de classe spectrale Be B0V de magnitude 10,1. Dans la direction de la nébuleuse, la source de rayonnement infrarouge IRAS 23378+6134 et un nuage moléculaire d'une masse d'environ 6 000 M☉ sont observés,,. Le reste de supernova G114.3+0.3, également visible à proximité, ne serait pas lié à la nébuleuse, étant à une plus grande distance.